# Sherron Mills
Sherron Mills (Salisbury, Maryland, 29 de julio de 1971-Baltimore, Maryland, 17 de enero de 2016) fue un baloncestista estadounidense con pasaporte turco que jugó durante siete temporadas en diferentes ligas europeas, como la ACB, la LNB, la LEGA o la liga turca. Con 2,03 metros de estatura, lo hacía en la posición de ala-pívot.

## Trayectoria deportiva

### Universidad
Jugó durante tres temporadas con los Rams de la Virginia Commonwealth University, en las que promedió 11,6 puntos y 6,8 rebotes por partido. Es el quinto máximo taponador de la historia de los Rams, con 134.

### Profesional
Fue elegido en la vigésimo novena posición del 1993 por Minnesota Timberwolves, siendo uno de los últimos descartes del equipo antes del comienzo de la temporada 1993-94. Tras verse sin equipo, se marchó a jugar a Europa, donde desarrollaría toda su carrera. Jugó dos temporadas en el BCM Gravelines de la liga francesa, de donde pasó en 1995 al Cx Orologi Siena de la liga italiana, donde en su única temporada promedió 16,8 puntos y 11,0 rebotes por partido.
En 1996 ficha por el Galatasaray de la liga turca, donde jugó durante dos temporadas. Tras dejar el equipo por problemas económicos, ficha por el TDK Manresa de la Liga ACB. Allí juega una temporada, promediando 15.0 puntos y 8,2 rebotes por partido. Al año siguiente ficha por el Taugres Baskonia, donde promedia en su única temporada 13,4 puntos y 8,0 rebotes por partido. Pero en una visita a su ciudad natal con el permiso del club se lesionó de gravedad jugando un partido informal, rompiéndose la tibia y el peroné, que forzó prematuramente su retirada de las canchas.

## Fallecimiento
Mills falleció el 16 de enero de 2016 en un hospital de Baltimore, a causa de complicaciones surgidas de la esclerosis lateral amiotrófica que padecía, a la edad de 44 años.